# Calycorectes rogersianus
Calycorectes rogersianus är en myrtenväxtart som beskrevs av Joáo Rodrigues de Mattos. Calycorectes rogersianus ingår i släktet Calycorectes och familjen myrtenväxter.
Artens utbredningsområde är Colombia. Inga underarter finns listade i Catalogue of Life.